# Orgyia orgyioides
Orgyia orgyioides är en fjärilsart som beskrevs av Van Eecke 1928. Orgyia orgyioides ingår i släktet fjädertofsspinnare, och familjen tofsspinnare. Inga underarter finns listade i Catalogue of Life.